# Rectoris posehensis
Rectoris posehensis är en fiskart som beskrevs av Lin, 1935. Rectoris posehensis ingår i släktet Rectoris och familjen karpfiskar. Inga underarter finns listade i Catalogue of Life.